# Улица Кирова (Королёв)
Улица Ки́рова  — улица в центральной части города Королёв.

## История
Застройка улицы началась в 1964 году. Улица застроена 5—9-этажными жилыми домами.
В 90-х годах часть улицы от улицы Гагарина до Пионерской улицы была переименована в улицу Богомолова.

## Трасса
Улица Кирова начинается у площади Дзержинского и заканчивается на улице Гагарина. Общественный транспорт по улице не ходит.

## Организации
- дом 1: Юридический отдел ОАО «Жилкомплекс»
- дом 2: Парикмахерская
- дом 3: Дополнительный офис «Королевский» акционерного коммерческого инновационного банка «Образование», Тренажёрный зал «Атлант»,
- дом 5: Детская библиотека
- дом 7: Универсам «Монетка»